# Avion Express
Az Avion Express egy litván ACMI és repülőgép-lízingszolgáltató, amelynek központja Vilniusban található. A cég az Avia Solutions Group, egy globális repülőgépipari üzleti csoport része.

## Történelem
Az Avion Express 2005-ben alakult Nordic Solutions Air Services néven. Ekkor a légitársaság négy Saab 340-es teher- és utasszállító repülőgépet üzemeltetett. 2008-ban a cég márkanevet kapta jelenlegi névre Avion Express. 2010-ben az Avion Expresst felvásárolta a francia Eyjafjoll SAS befektetési társaság, amelyet a svájci Avion Capital Partners alapított más befektetőkkel együtt.
Az Avion Express 2011-ben mutatta be első Airbus A320-asát, amely az első Airbus repülőgép volt, amelyet Litvániában regisztráltak. Decemberben további két Airbus A320-assal bővült a flotta. 2013-ban az Avion Express sikeresen teljesítette az IOSA üzembiztonsági auditját, és ennek eredményeként megkapta az IATA regisztrációt. Az utolsó Saab 340-es teherszállító repülőgépet 2013 márciusában törölték ki. 2014 nyaráig a légitársaság 9 Airbus A320-as és 2 Airbus A319-esből álló flottát üzemeltetett. Ugyanebben az évben az Avion Express megalapította a Dominican Wings leányvállalatot, egy fapados légitársaságot a dominikai köztársaságbeli Santo Domingo-ban. 2017 nyarán az Avion Express bevezette a vállalat flottájába az Airbus A321 típusú repülőgépeket.
2017 júniusában az Avion Express bejelentette, hogy eladta a Dominican Wingsben lévő 65%-os részesedését a cég elnökének, Victor Pachecónak.
2019-ben az Avion Express megalapította az Avion Express Maltát, egy máltai székhelyű leányvállalatot. A cég még ugyanazon év májusában kezdte meg működését.
2023 júniusában a csoport 36 Airbus A320-as és három A321-es repülőgépet üzemeltet.